# Amaru Entertainment

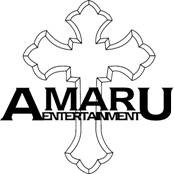
Logo de Amaru Entertainment

Amaru Entertainment es una casa discográfica que fue fundada por Afeni Shakur -madre del legendario rapero fallecido Tupac Shakur- a principios de 1997, para manejar su música tras su prematura muerte en septiembre de 1996. Ha lanzado siete álbumes póstumos y un documental titulado Tupac: Resurrection.